# 豊根村ふれあい会館
豊根村ふれあい会館（とよねむらふれあいかいかん）は、愛知県北設楽郡豊根村にある社会教育施設。とよね文化広場と呼ばれる公共施設群のひとつである。1990年（平成2年）5月10日に開館した。

## 歴史
1889年（明治22年）10月1日に北設楽郡三沢村・上黒川村・下黒川村・古真立村・坂宇場村の5村が合併して成立した豊根村は、1989年（平成元年）10月で村制100周年を迎えた。これを記念して豊根村ふれあい会館を含むとよね文化広場の建設を計画し、1990年（平成2年）5月10日にオープンした。豊根村ふれあい会館は村民ホールと建物の一部を共用しており、豊根村役場や豊根村基幹集落センターに隣接している。建物には豊根村教育委員会が入っており、館内には図書コーナー、和室、だんらんコーナー、ふれあいコーナーが設置されている。

## 図書コーナー

### 歴史
1986年（昭和61年）6月には豊根村基幹集落センターのロビーに、愛知県図書館による移動図書館の払い下げ図書を中心とする「つくし文庫」を設置した。「つくし文庫」の設置には読書グループつくし会が関わっている。1989年（平成元年）に豊根村ふれあい会館が開館すると、豊根村ふれあい会館に図書コーナーが設置された。
1999年度（平成11年度）末には愛知県図書館による移動図書館サービスが廃止された。移動図書館サービスは約半世紀にわたって行われ、『広報とよね』の創刊号でもサービスの存在を確認できる。移動図書館が所蔵していた図書のうち、500冊をふれあい会館内図書コーナーで借り受けている。この500冊とは別に、2か月に一度の頻度で50冊を借り受けている。また、豊根村教育委員会から愛知県図書館の蔵書検索や貸出予約が可能となった。

### 利用案内
- 貸出可能者 : 豊根村在住・在勤者
- 貸出期間 : 3週間
- 開館日 : 平日
- 開館時間 : 8時30分から17時15分

ふれあい会館事務局（豊根村教育委員会）に申し出ることで図書コーナー内の図書の貸出を行うことができる。ふれあい会館入口には一般郵便用ポストが設置されており、営業時間外にはこのポストに返却することができる。
ふれあい会館内図書コーナーに借りたい図書がない場合、愛知県図書館など愛知県内の図書館からの協力貸出・相互貸借を受けることができる。また、名古屋市の愛知県図書館で貸出した図書をふれあい会館事務局に返却する遠隔地返却制度を利用することができる。

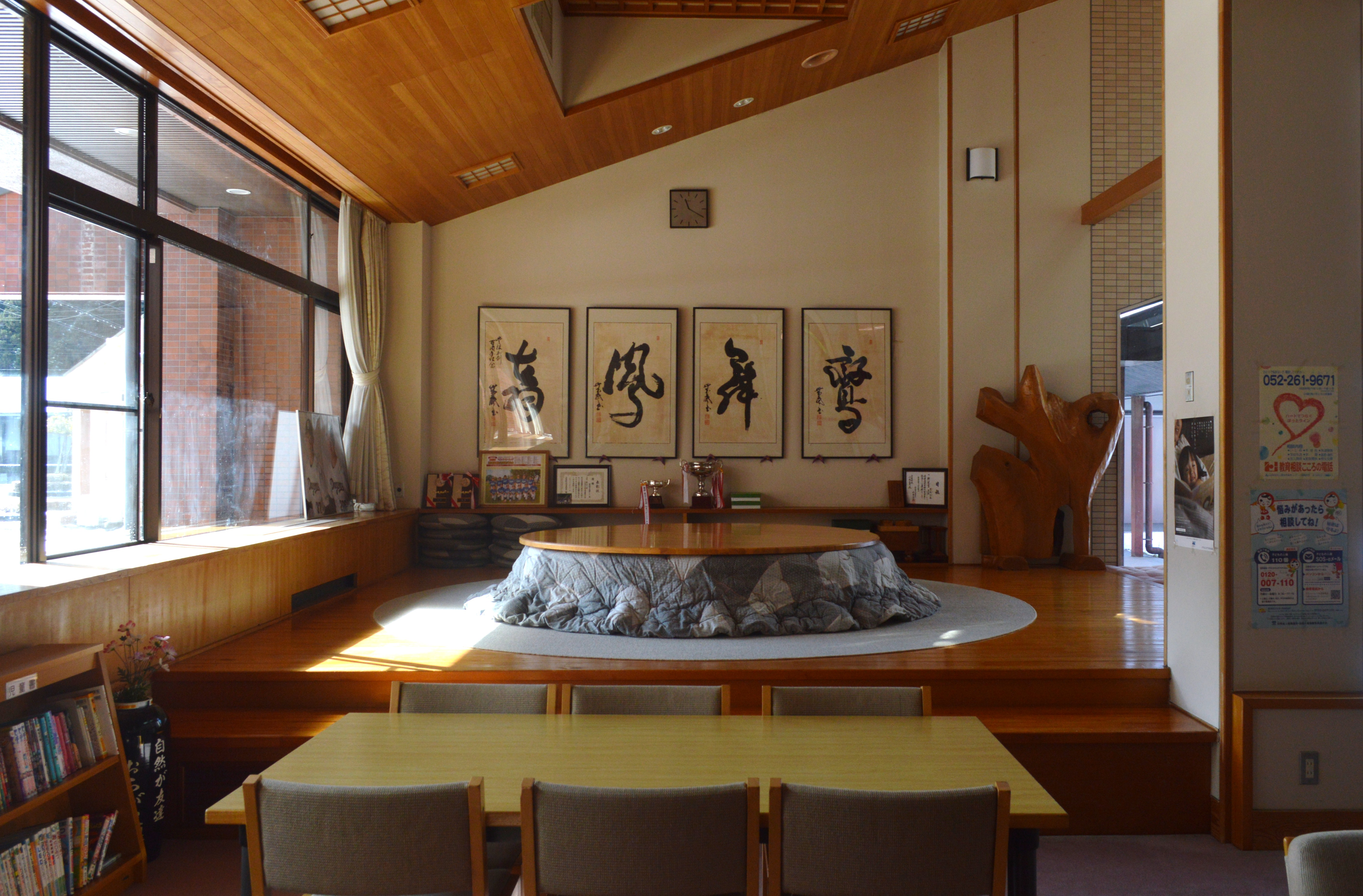
だんらんコーナーにあるこたつ
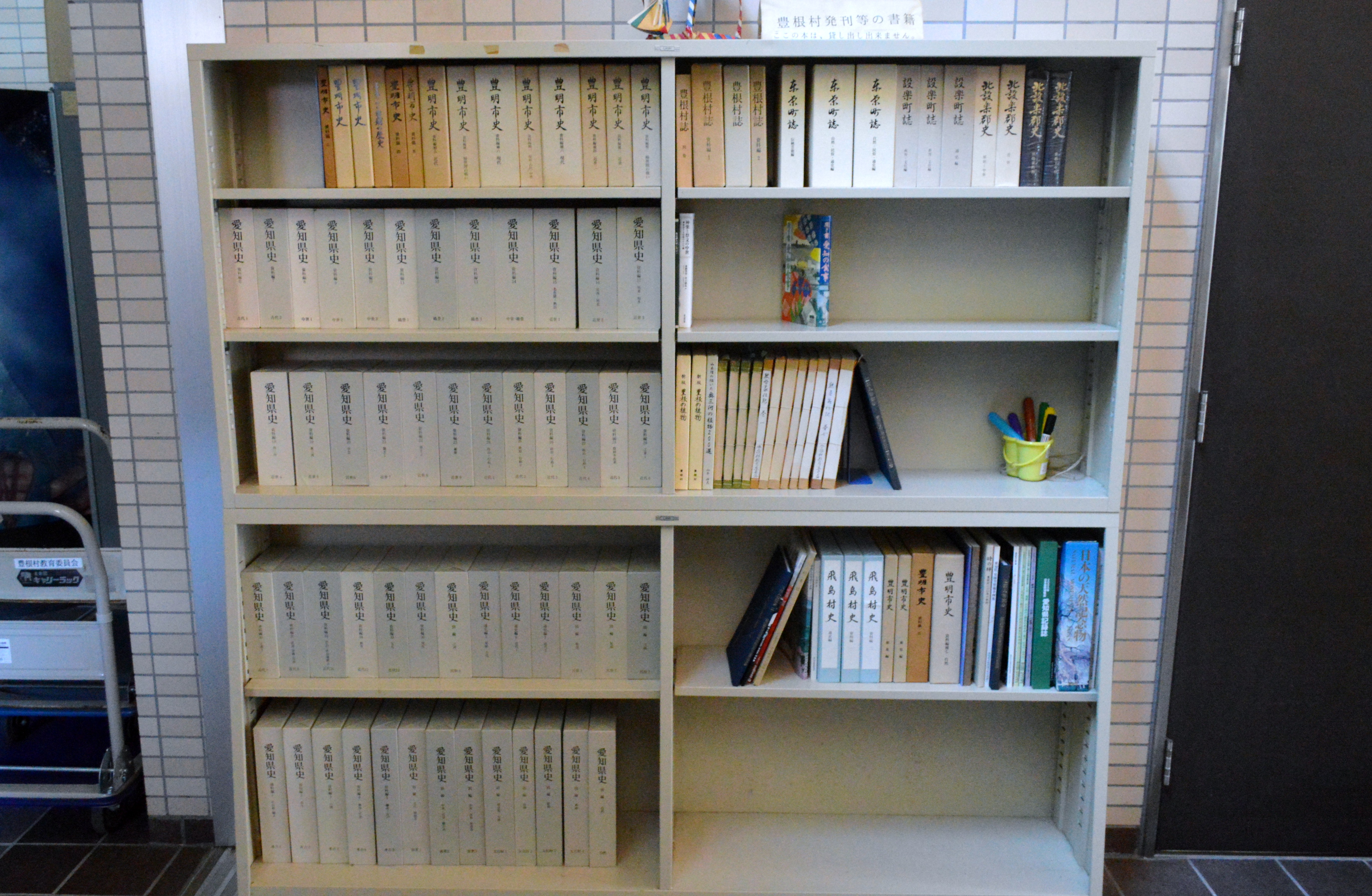
地域資料
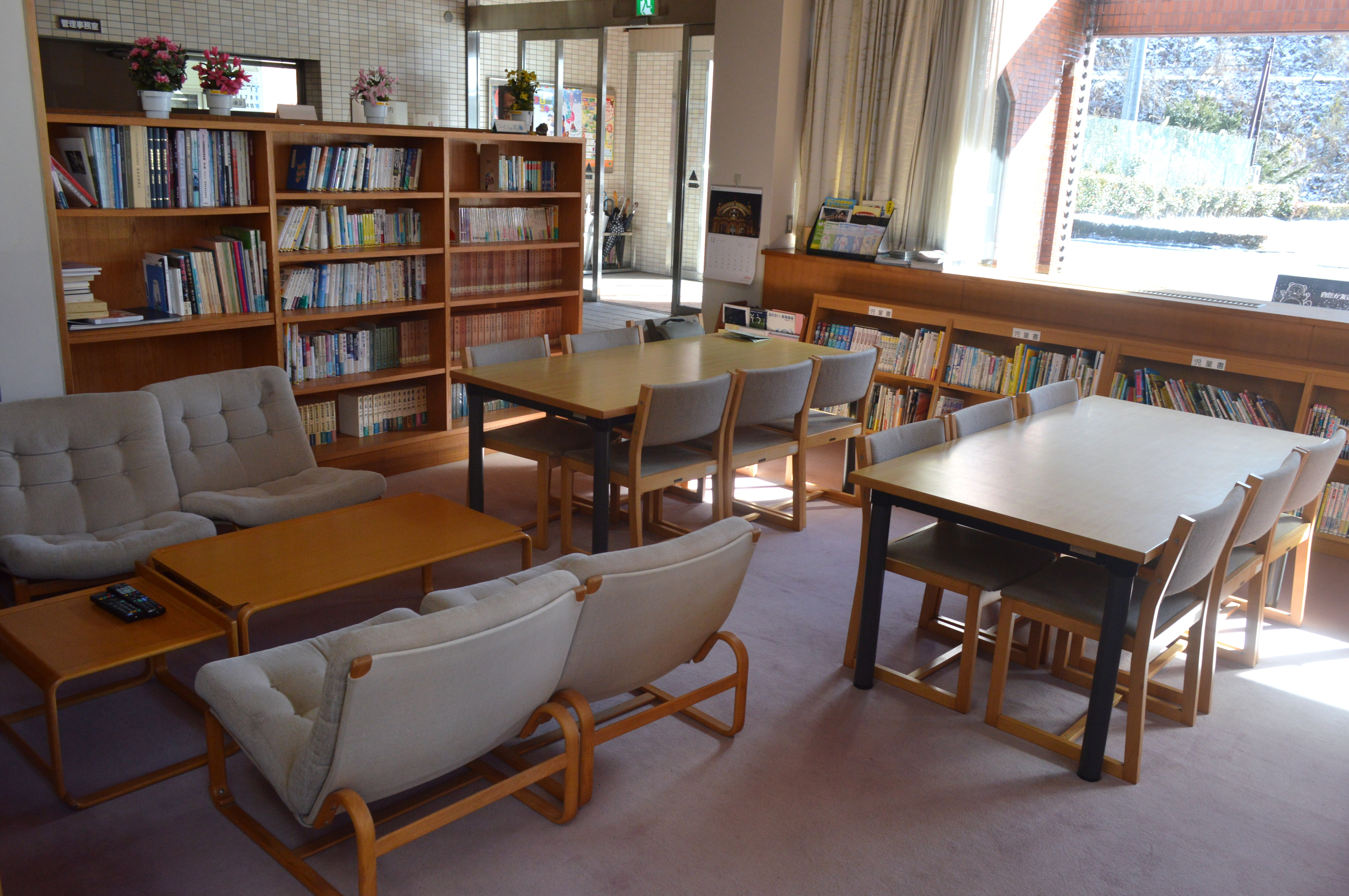
書架と閲覧席
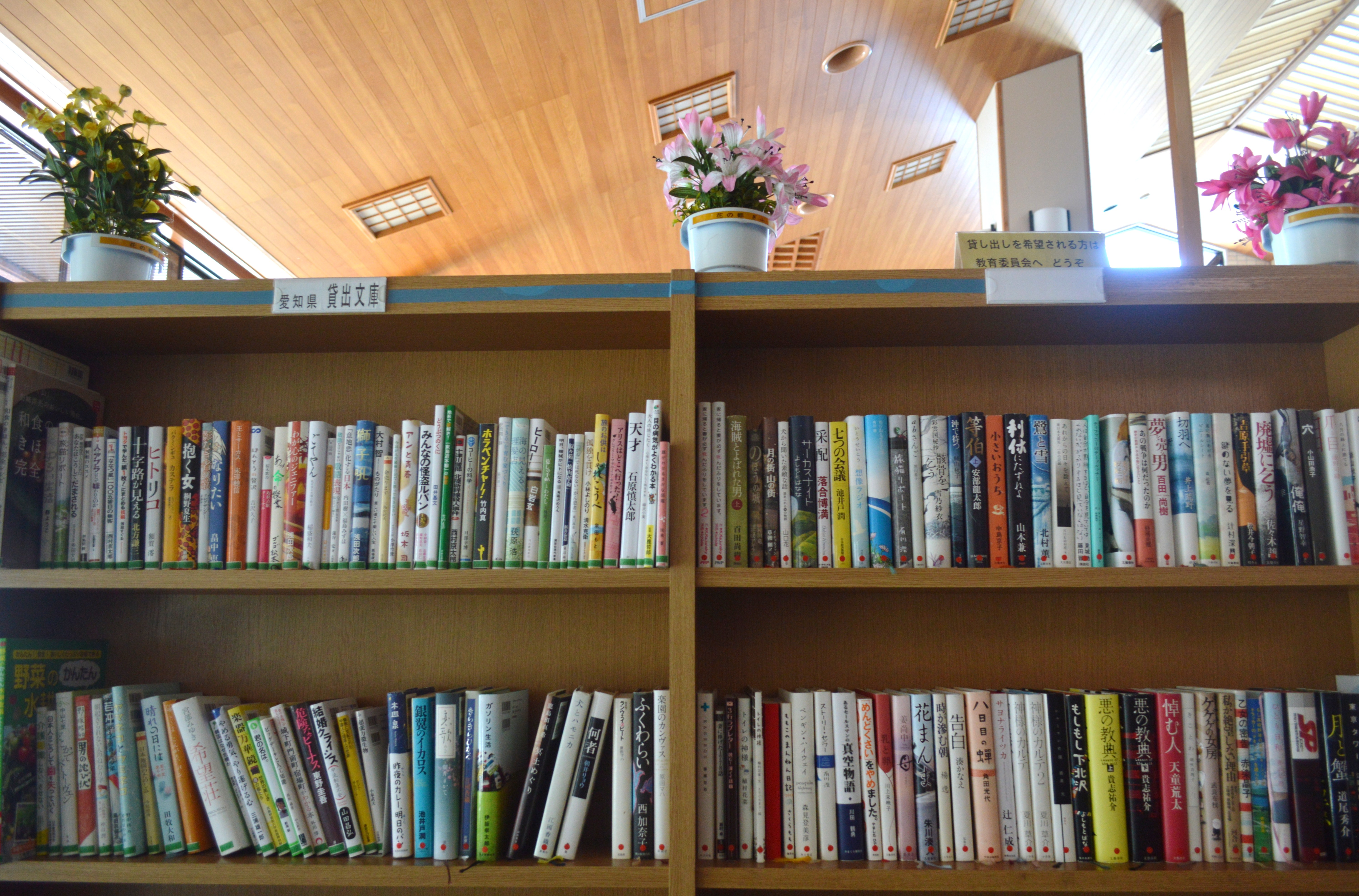
愛知県図書館貸出文庫